# Xavier Cortés Rocha

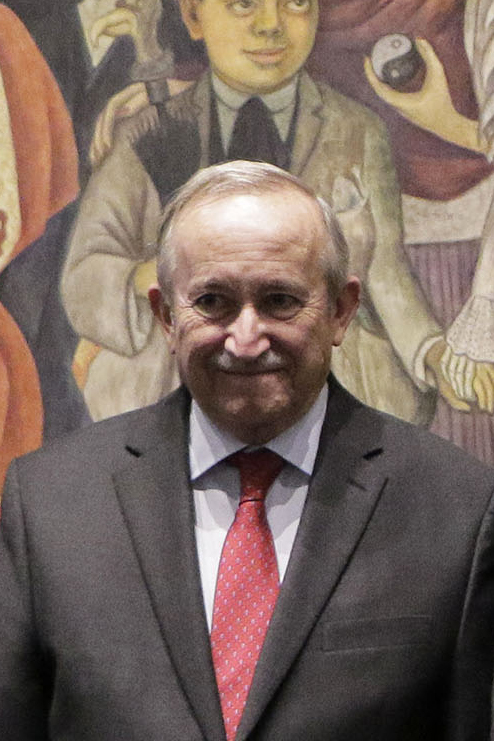
Xavier Cortés Rocha

Xavier Cortés Rocha (* 24. Februar 1943 in Tampico) ist ein mexikanischer Architekt und Stadtplaner. Er war kurzzeitig Rektor der Universidad Nacional Autónoma de México (UNAM).

## Biografie
Cortés studierte Architektur an der Escuela Nacional de Arquitectura (Fakultät für Architektur  der UNAM), graduierte dort als Architekt und nach einem weiterführenden Studium auch als Stadtplaner. Es folgte ein weiteres Studium am Stadtplanungsinstitut der Universität Paris. Seit 1968 lehrte er als Professor an der Fakultät für Architektur der UNAM. 1999 wurde er an der UNAM Generalsekretär und war vom 12. bis 17. November 1999 dort Interims-Rektor. Derzeit ist er Direktor des Sitios y Monumentos del Patrimonio Cultural des CONACULTA und Präsident der Academia Nacional de Arquitectos.